# Перьмянка
Перьмянка, Пермянка — река в России, протекает в Омутнинском районе Кировской области. Устье реки находится в 1238 км по левому берегу реки Вятки. Длина реки составляет 13 км.
Исток реки в 7 км к югу от центра города Омутнинск. Река течёт на северо-восток по ненаселённому лесу, впадает в Вятку чуть выше села Ежово (центр Вятского сельского поселения).

## Данные водного реестра
По данным государственного водного реестра России относится к Камскому бассейновому округу, водохозяйственный участок реки — Вятка от истока до города Киров, без реки Чепца, речной подбассейн реки — Вятка. Речной бассейн реки — Кама.
По данным геоинформационной системы водохозяйственного районирования территории РФ, подготовленной Федеральным агентством водных ресурсов:
- Код водного объекта в государственном водном реестре — 10010300212111100029812
- Код по гидрологической изученности (ГИ) — 111102981
- Код бассейна — 10.01.03.002
- Номер тома по ГИ — 11
- Выпуск по ГИ — 1